# Асканио Витоци
Аскàнио Витòци, Асканио ди Витоци или Асканио Баски ди Витоцо/Витоци (на италиански: Ascanio Vittozzi o Ascanio di Vitozzi, o Ascanio Baschi di Vitozzo (talvolta, anche Baschi di Vittozzi; * ок. 1539, Орвието или в близост; † 23 октомври 1615, Торино) е италиански военен, архитект и военен инженер.

## Биография
Роден е в Орвието или околните райони (вероятно в замъка Сермуняно, чийто господар е баща му, или Болсена или Баски) като извънбрачен син на Ерколе от господарите на Монтевитоцо или Витоцо, клон на сем. Баски.
От млад развива военна  кариера, като се записва в папската армия и се бие в битката при Лепанто през 1571 г., след това е военен инженер и воюва в Тунис и Португалия, винаги следвайки Свещената лига. Бие се под командването на Просперо Колона.
Обучава се в Школата на Орвието и има близки връзки с римската култура на сем. Сангало и Якопо Бароци да Виньола. Този културен отпечатък привнася и в Торино. След въоръжените сили е повишен във военен архитект, проектира модерни укрепления, което го насочва към двора на херцог Емануил Филиберт Савойски. След като през 1584 г. пристига в столицата на Савойското херцогство Торино, тогава намираща се в творческо обновление, особено при Карл Емануил I, Витоци се посвещава не само на отбранителни работи, но и на градската архитектура, на проектиране площади, улици и сгради, и става поддръжник на първия Пиемонтски барок.
Именно с него е свързано строителното развитие на Торино, защото му е възложена задачата да направи плана на целия централен квартал на Торино, от пл. „Кастело“, който той проектира с първите портици и с площадчето – бъдещ пл. „Мадама“, до ул. „Нуова“ (днешна ул. „Рома“). Той актуализира укрепителната система на града и по-специално частта от северните стени със Зеления бастион и "Гаритон". Вероятно проектира градската граница за целия югоизточен сектор.
През 1588 г. участва в завладяването на Маркграфство Салуцо и на следващата година, в очакване на френското нападение, той посещава савойската долина Барселонет, като проектира нейните защити според териториална визия, в челните редици на съвременната система на окопаване на отделни крепости. Извършва подобна неистова дейност по време на завладяването на Прованс, като проектира нови укрепления в крайбрежния сектор също с градоустройствена перспектива за преоформяне и разширяване на градовете (Кан, Грас).
В Пиемонт укрепва различни защитни структури: в Торино Бастиона на Утешителката (1593) и преградата между замъка и Зеления бастион (1607). Според последните проучвания (Viglino Davico, 2003) той вероятно проектира бастионната стена за целия югоизточен сектор на Торино, според съвременната идея за „град-крепост" (ок. 1612 г.).
Умира на 77-76-годишна възраст. Погребан е в сакристията на църквата „Пресвета Троица“ в Торино, на централната улица „Гарибалди“.
Негов сътрудник е Карло ди Кастеламонте, който наследява някои от проектите му.

## Творчество
Запазени са много негови произведения, особено в Торино. Те включват:
- Пиаца Кастело, предназначена да бъде сцената на двора в Торино
- Ул. „Рома“, тогава дефинирана като Кралска улица (Via Reale), Торино
- Базилика „Корпус Кристи“, Торино (завършена от Карло ди Кастеламонте)
- Кралски дворец в Торино, резиденцията на Савойския двор
- Вила на кралицата, Торино
- Църква „Света Мария на хълма“ (Санта Мария ал Монте) и прилежащият манастир, на Монте дей Капучини, Торино
- Църква „Света Троица“ (Сантисима Тринитà), Торино, в чиято сакристия е погребан
- Ораторий на Светия дух, Торино (завършен от Карло ди Кастеламонте)
- Параклис на Плащеницата, Торино
- Бастион на Утешителката (Консолата), преградата между замъка и Зеления бастион (Бастионе верде), както и вероятно бастионната стена за целия югоизточен сектор на Торино
- Замък в Риволи, Риволи
- Светилище на Пресветата Богородица, Викофорте (завършено от Франческо Гало през 18 век)
- Църква на Троицата, Мондови
- Църква „Камедолийски отшелник“ (Еремо дей Камедолези), Печето Торинезе

- Пл. „Кастело“ и Кралски дворец, Торино
- Пиаца Кастело, Торино
- Вила на кралицата, Торино
- Църква „Корпус Домини“, Торино
- Църква „Санта Мария ал Монте“, Торино
- Църква на Пресвета Троица (Сантисима Тринита), Торино
- Светилище на Викофорте
- Замък в Риволи
- Камбанарията на църквата „Камедолийски отшелник“, Печето